# Becklespinax
Becklespinax altispinax
Genre
Espèce
Synonymes
- Acrocanthosaurus altispinax Paul, 1988

Becklespinax est un genre fossile de dinosaures théropodes du Crétacé inférieur retrouvé en Angleterre. Il n'est représenté que par son espèce-type,  Becklespinax altispinax.
Il est basé sur l'holotype BMNH R1828, probablement retrouvé dans une strate datée du Valanginien de la formation géologique du groupe de Hastings Bed (en). Il est composé d'une série de trois vertèbres dorsales,.
En 1988, Paul estime que le spécimen enregistré sous le protonyme d’Acrocanthosaurus altispinax pèse une tonne et est plus petit que l'Acrocanthosaurus atokensis, qu'il estime à 8 mètres de hauteur.
La plupart des chercheurs le considèrent comme un Tetanurae incertae sedis,. Olshevsky classe Becklespinax chez les Eustreptospondylidae. En 2003, Naish le considère comme un Allosauroidea,.

## Découverte

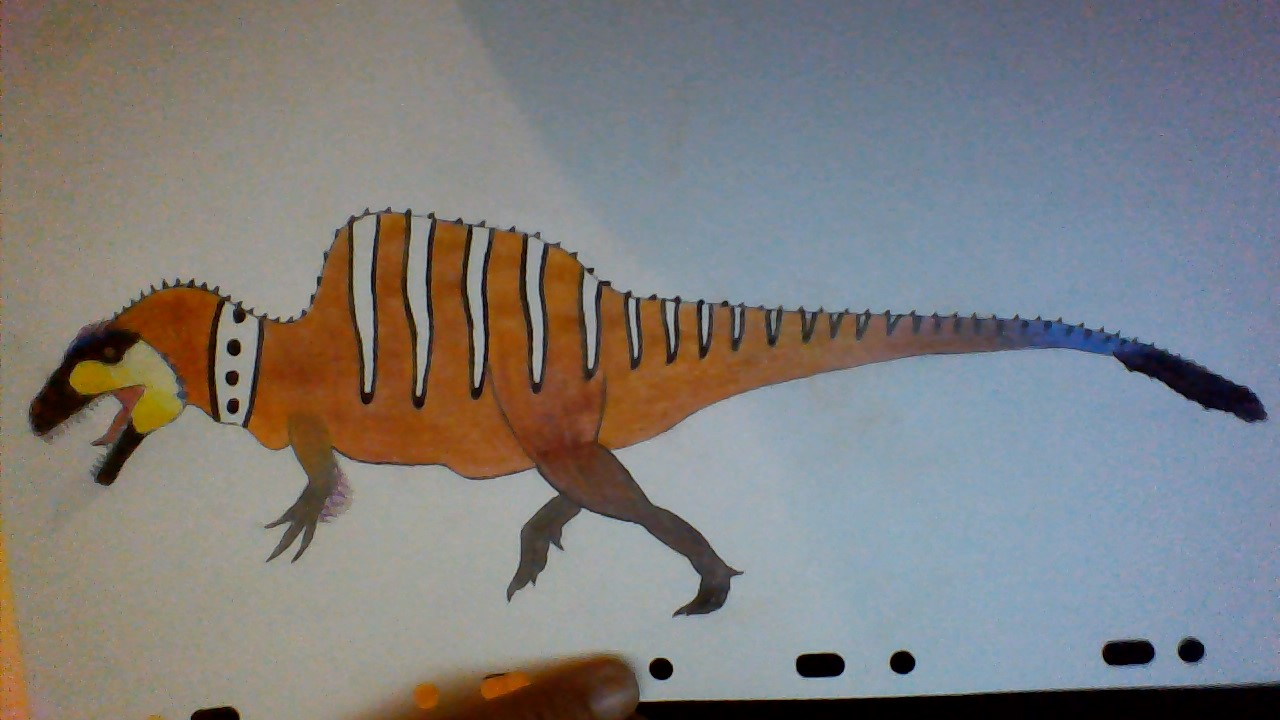
Représentation hypothétique du Théropode Becklespinax altispinax.

Probablement au début des années 1850, le collectionneur de fossiles Samuel Beckles (en) découvre des nodules près de Battle (Angleterre) dans lesquels il retrouve des os de dinosaures. Ces derniers sont envoyés au paléontologue Richard Owen, qui en fait le rapport en 1856. Owen commande à Joseph Dinkel une lithographie du spécimen principal, composé de trois vertèbres,. Owen nomme les spécimens Megalosaurus bucklandii.
En 1888, Richard Lydekker associe les vertèbres à du matériel retrouvé en Allemagne et référé au Megalosaurus dunkeri. 
En 1923, Friedrich von Huene crée le nouveau genre Altispinax (« avec de hautes épines ») pour Megalosaurus dunkeri et y associe les trois vertèbres. Megalosaurus dunkeri devient alors Altispinax dunkeri, un nom utilisé pour la première fois par Oskar Kuhn en 1939. Altispinax est déclaré plus tard nomen dubium.
En 1988, Gregory Paul associe les vertèbres à une nouvelle espèce, Acrocanthosaurus? altispinax, gardant délibérément le nom spécifique identique à l'ancien nom générique. Le point d'interrogation indique que Paul lui-même est incertain de cette classification. En conséquence, George Olshevsky (d) crée le nouveau genre Becklespinax en 1991, nommé en l'honneur du paléontologue britannique Samuel Beckles (d) (1814-1890). L'espèce-type devient alors Becklespinax altispinax. Les noms d'espèces Altispinax altispinax, et Altispinax lydekkerhueneorum sont considérés comme des synonymes.

## Publication originale
- Genre Becklespinax :
  - (en) George Olshevsky, « A Revision of the Parainfraclass Archosauria Cope, 1869, Excluding the Advanced Crocodylia », Mesozoic meanderings, George Olshevsky (d), vol. 2,‎ 24 octobre 1991, p. 1-196 (ISSN 0271-9428, OCLC 6714137, lire en ligne).
- Espèce Becklespinax altispinax sous le taxon Acrocanthosaurus altispinax :
  - Gregory S. Paul, Predatory Dinosaurs of the World (œuvre scientifique), Simon & Schuster, 1er novembre 1988.